# 납북자
납북자(拉北者)는 대한민국 혹은 중국이나 일본 등지에서 조선민주주의인민공화국에 의해 강제로 조선민주주의인민공화국에 납치된 사람들을 일컫는다. 현재 조선민주주의인민공화국에서는 이들을 납북자가 아닌 귀순자라고 표현하며, 납치 사실을 인정하지 않는다.

## 개요
대한민국에서의 납북자는 한국 전쟁 당시와 전후로 구분하며, 전쟁 납북자는 96,013명으로 추산하고 있으며, 전후 납북자는 2010년 12월까지 총 3,835명이며, 이중 87%인 3,310명이 1년 이내에 송환되었고, 8명이 자진 탈출, 귀환하여 총 귀환자는 3,318명이다. 2011년 말 기준 대한민국 통일부는 북조선에 억류된 대한민국 국적 납북자를 517명으로 추산하고 있다.

## 납북자
납북자의 88.2%(84,659명)가 한국 전쟁 발발 이후 3개월(1950년 7월~9월) 동안에 납북되었으며, 그 중 80.3%(77,056명)가 자택이나 자택 인근에서 납치되었다. 납북된 한국 인사 중에는 법조인이 190명, 교수 및 교원이 863명, 언론인이 226명이었다. 또한 이러한 납치의 기획은 전쟁중에 뿐만아니라 전쟁을 기획하는 단계에서 생산된 북조선 당국의 문서에서도 확인이 된다. 잘 알려진 납북자로는 최은희와 신상옥이 있다. 또 일본인으로 일본에서 납북된 사람도 있는데, 대표적인 예로 요코타 메구미가 있다. 또 이광수, 김규식 등 언론인이나 통일 운동가들도 납북되었다.

### 납북된 유명인사
- 이광수: 호는 춘원. 소설가로 한국전쟁 중 납북되었다.
- 정지용: 시인으로 한국전쟁 당시 납북되었다.
- 현상윤: 구 동양그룹 현재현 전 회장의 조부로 고려대학교 초대 총장을 지냈다. 한국전쟁 중 납북되었다.[5]
- 백관수: 2대 제헌의원이자 동아일보 전 사장.[6]
- 김규식: 백범 김구의 동반자이자 독립운동가. 대한민국 임시정부 부주석. 전쟁 전인 1948년에 백범 김구와 함께 남북협상을 위해 방북한 적이 있었다가 전쟁이 발발한 1950년에 납북되었다.
- 신상옥, 최은희 부부: 영화감독이자 배우. 김정일의 지령을 받은 북한 첩자들에 의해 납북되었다가 탈출하여 귀국하였다.
- 방응모: 조선일보 사장.
- 최인규: 영화감독.
- 박열: 독립운동가.
- 안재홍: 독립운동가. 호는 민세. 1965년 평양에서 사망한 것으로 알려졌다.
- 김동환: 시인.
- 조소앙: 백범 김구, 김규식과 함께 통일운동을 하였던 독립운동가 출신으로 전쟁 때 김규식과 납북되었다.
- 조완구: 백범 김구, 김규식, 조소앙과 함께 통일운동을 하였던 독립운동가 출신, 전쟁 때 김규식, 조소앙과 함께 납북되었다.
- 명제세: 독립 운동가 임시정부 요인 대한민국 초대 심계원장(현재 감사원)

## 같이 보기
- 북한이탈주민
- 납남자